# 麥特·阿隆佐
麥特·阿隆佐（英語：Matt Alonzo，1985年4月16日—）是一位美國導演、視頻編輯和電影製作人。

## 早年生活和職業生涯
阿隆佐在美國加利福尼亞州卡平特里亞長大，並在布魯克斯學院學習。他的重大突破出現在2008年，當時他拍攝並剪輯了一場小韋恩的演唱會，這段影片在YouTube上的觀看次數超過了1000萬次。
之後，阿隆佐與DJ Skee合作，幫助開發了首批流行的YouTube頻道之一，Skee.TV。2011年初，阿隆佐離開了Skee.TV，創立了自己的製作公司，Modern Artists Creative。
2010年底，他與國際創意管理公司簽約，負責電影長片的代表事務； 並與Lark Creative簽約，負責音樂錄影帶的代表事務。
阿隆佐加入了DJ Skee SKEE Live的創意和製作團隊，擔任馬克·庫班AXS TV網絡的導演。阿隆佐為SKEE Live的片段設計了基調和創意視覺，包括「Up Close」、「Off The Top」和「Spotlight」，這些片段特別關注頂尖運動員和音樂家。此外，阿隆佐還領導了整體創意團隊，指導節目的佈景製作、圖形和燈光。
阿隆佐曾為Yo Yo Honey Singh、Pitbull、Odd Future、Game、賈斯汀·比伯、Sophia Grace & Rosie、克里斯·康奈爾、Maejor 、Ice Cube、New Boyz、Armin van Buuren、Xzibit和Tyrese等人音樂錄影帶。他為遠東韻律拍攝的音樂錄影帶《Like A G6》在國際上獲得了關注，並在MTV日本音樂錄影帶獎中獲得最佳嘻哈音樂錄影帶提名。
Game在接受MTV採訪時解釋道：「自從我們拍攝了《Dope Boys》、《Martians vs. Goblins》和《Celebration》以來，麥特·阿隆佐一直是我首選的導演。」

## 外部連結
- 官方网站